# Oleria pseudegra
Oleria pseudegra är en fjärilsart som beskrevs av Jose Francisco Zikán 1941. Oleria pseudegra ingår i släktet Oleria och familjen praktfjärilar. Inga underarter finns listade i Catalogue of Life.